# Спинк
Окръг Спинк (на английски: Spink County) е окръг в щата Южна Дакота, Съединени американски щати. Площта му е 3911 km², а населението - 6410 души (2017). Административен център е град Редфийлд.